# 法尔科内
法尔科内（義大利語：Falcone），是意大利西西里大区墨西拿廣域市的一个市镇。总面积9.32平方公里，人口2921人，人口密度313.4人/平方公里（2009年）。ISTAT代码为083019。